# Mars Argo
Brittany Alexandria Sheets (Saginaw, Míchigan), conocida profesionalmente como Mars Argo, es una cantante estadounidense, compositora de canciones, actriz, modelo, fotógrafa, personalidad de Internet y Youtuber. Argo es más reconocida por su personaje ficticio en YouTube, particularmente en su canal grocerybagdottv, actualmente llamado shouldicleanmyroom.
También es conocida como la cantante principal de la banda indie del mismo nombre "Mars Argo", el nombre de su personaje artístico principal, con el que colaboró junto al director de vídeos y músico Corey Mixter, conocido como Titanic Sinclair.
A partir del 2015, la banda Mars Argo se separó debido a problemas personales entre Sheets y Mixter.
Desde el 17 de abril de 2018, Argo volvió a la vida pública con una demanda hacía su excolaborador Corey Mixter y a Moriah Rose Pereira (Poppy) por infracción de derechos de autor y violencia doméstica y emocional. En 2022 regresó como una artista independiente con el sencillo Angry, y en 2023 sacó I Can Only Be Me.  

## Biografía
Brittany nació en Saginaw, Míchigan. Desde pequeña se interesó por los caballos, llegando a ser jinete e incluso teniendo en su propiedad dos caballos. Fue estudiante de biología en la universidad antes de conocer a su expareja, Titanic Sinclair, a quien conoció en la red social MySpace en 2008. Los dos empezaron a salir como pareja y formaron la banda de música alternativa Mars Argo después de mudarse a Chicago. Además, ambos son coautores en la creación del canal de YouTube conocido como grocerybagdottv (shouldicleanmyroom), donde subían contenido artístico y musical con el nombre de Computer Show. Su vídeo artístico más famoso es Delete your Facebook con 2 millones de visualizaciones. Por otra parte, el vídeo musical más conocido del proyecto es Using You, superando las 8 millones de visitas, seguido de Runaway Runaway. La pareja se mudó a Los Ángeles en 2012, donde siguieron produciendo contenido para el proyecto Mars Argo hasta principios de 2014, cuando Brittany y Corey se separaron. El último Computer Show que hicieron ambos se titula The Day of Retribution. La banda siguió actuando en diversos lugares antes del paréntesis que se llevó a cabo, disolviéndose finalmente en 2014.
La ruptura con Titanic llevó a Mars Argo a desaparecer de Internet sin dar muchas explicaciones, aunque ocasionalmente aparecía de forma pasiva a través de sus redes sociales. En el año 2015, Mars Argo fue modelo en una marca de ropa e intentó sacar su carrera musical de manera independiente. Desde el año 2016 intentó trabajar de actriz, pero debido a cancelaciones de series, solo pudo trabajar como extra. El 17 de abril de 2018, Mars Argo publicó en sus redes sociales una declaración donde se daba a conocer el abuso psíquico que Titanic practicó sobre ella durante los años del proyecto Mars Argo. Además, en esa declaración se conoció que Mars estaba volviendo a producir música y que sería publicada en un futuro. Días después de conocer esta declaración, Mars Argo presentó una orden de alejamiento a Titanic Sinclair y una demanda por copyright a Moriah Pereira (That Poppy), el siguiente proyecto en el que trabajó de Corey. La demanda, de 44 páginas, describía el acoso y abuso psíquico que ejerció Corey en ella. Tras meses de declaraciones en el juzgado, el 14 de septiembre de 2018 ambas partes llegaron un acuerdo pendiente de ratificación.

## Carrera musical
Corey y Mars Argo publicaron su álbum de estudio debut, Technology Is a Dead Bird, el 6 de noviembre de 2009. Fue seguido de un EP acústico, Internet Sessions, en 2010, y de otro EP, Linden Place, en 2011. El 24 de junio de 2024 publicó un EP, I Can Only Be Me EP, que contiene los sencillos que ella había publicado entre 2022 y 2023, además de una canción nueva titulada Lick It Like A Kitten.

### Sencillos
| Título                           | Año  | Álbum                     |
| -------------------------------- | ---- | ------------------------- |
| "The Singularity is Near"        | 2009 | Technology is a Dead Bird |
| "Suicide Birds"                  | 2009 | Technology is a Dead Bird |
| "Machine"                        | 2009 | Technology is a Dead Bird |
| "Monsters Under My Bed"          | 2009 | Technology is a Dead Bird |
| "Technology Is a Dead Bird"      | 2009 | Technology is a Dead Bird |
| "Sideways and Sideways"          | 2009 | Technology is a Dead Bird |
| "You Don't Know Me Anymore"      | 2009 | Technology is a Dead Bird |
| "Feeling Welcome in a Time Warp" | 2009 | Technology is a Dead Bird |
| "Tired Today"                    | 2009 | Technology is a Dead Bird |
| "Mrs. Stadler"                   | 2010 | Technology is a Dead Bird |
| "Love in Black and White"        | 2011 | Linden Place              |
| "Beauty Is Empty"                | 2011 | Linden Place              |
| "A-Okay"                         | 2011 | Linden Place              |
| "Using You"                      | 2011 | Linden Place              |
| "Formal Girl"                    | 2011 | Linden Place              |
| "Runaway Runaway"                | 2012 | Mars Argo                 |
| "Nothing Without You"            | 2011 | Mars Argo                 |
| "Everything Turns to Gold"       | 2012 | Mars Argo                 |
| "Angry"                          | 2022 | I Can Only Be Me EP       |
| "I Can Only Be Me"               | 2023 | I Can Only Be Me EP       |
| "Lick It Like A Kitten"          | 2024 | I Can Only Be Me EP       |

### Vídeos musicales
| Título                    | Año  | Director(es)                   | Ref.   |
| ------------------------- | ---- | ------------------------------ | ------ |
| "Tired Today"             | 2009 | Titanic Sinclair               | [ 28 ] |
| "The Singularity is Near" | 2009 | Titanic Sinclair               |        |
| "Monsters Under My Bed"   | 2009 | Titanic Sinclair               |        |
| "Mrs. Stadler"            | 2010 | Matthew Franklin, Tony Katai   |        |
| "Love in Black and White" | 2011 | Matthew Franklin, Tony Katai   |        |
| "Beauty is Empty"         | 2012 | Titanic Sinclair               |        |
| "Runaway Runaway"         | 2013 | Tony Katai                     |        |
| "Using You"               | 2014 | Ryan Wehner                    |        |
| "I Can Only Be Me"        | 2023 | Brittany Sheets, Dan Colanduno |        |

## Discografía

### Álbum de estudio
| Título                    | Detalles                                                          |
| ------------------------- | ----------------------------------------------------------------- |
| Technology is a Dead Bird | - Lanzamiento: 6 de noviembre de 2009 - Formato: Descarga digital |

### EPs
| Título              | Detalles                                                        |
| ------------------- | --------------------------------------------------------------- |
| Internet Sessions   | - Lanzamiento: 18 de agosto de 2010 - Formato: Descarga digital |
| Linden Place        | - Lanzamiento: 21 de marzo de 2011 - Formato: Descarga digital  |
| I Can Only Be Me EP | - Lanzamiento: 24 de junio de 2024 - Formato: Descarga digital  |

### Álbum compilatorio
| Título    | Detalles                                         |
| --------- | ------------------------------------------------ |
| Mars Argo | - Lanzamiento: 23 de marzo de 2012 - Formato: CD |

### Álbum cancelado
| Título       | Detalles                                                     |
| ------------ | ------------------------------------------------------------ |
| Second Album | - Antiguo lanzamiento: 22 de noviembre de 2012 - Formato: ¿? |